# Maestro del Trittico Horne
Maestro del Trittico Horne est un maître anonyme italien du Trecento dont le nom a été donné par Van Maerle à un élève de l'école du Maestro della Santa Cecilia pour un triptyque conservé au musée de la fondation Horne de Florence, une  Madonna col Madonna col Bambino e due sante  qu'on peut rapprocher d'une Madonna in trono col Bambino de la pinacothèque San Michele de Pescia. 
Richard Offner lui attribue également une Madonna   du convent  de la Madeleine à Pian del Mugnone et le San Pietro Martire de l'église Santo Stefano al Ponte, et d'autres Madonna  privées ou de la  collection Vittorio Cini. 